# Garo (serie animata)
Garo: The Animation è un progetto televisivo anime ispirato al franchise di Garo ed è prodotto dallo studio MAPPA. La prima serie, sottotitolata Honō no kokuin (炎の刻印? lett. "Il sigillo intagliato di fiamme"), è stata trasmessa in Giappone tra il 3 ottobre 2014 e il 27 marzo 2015. La seconda, sottotitolata Guren no tsuki (紅蓮ノ月? lett. "La luna cremisi"), è andata in onda dal 9 ottobre 2015 al 1º aprile 2016, e la terza, Vanishing Line, è andata in onda dal 6 ottobre 2017 al 30 marzo 2018.

## Personaggi e interpreti
- León Luis (レオン・ルイス?, Reon Ruisu), doppiato da Daisuke Namikawa.
- Zaruba (ザルバ?, Zaruba), doppiato da Hironobu Kageyama.
- Alfonso San Valiante (アルフォンソ・サン・ヴァリアンテ?, Arufonso San Variante), doppiato da: Katsuhito Nomura.
- Germán Luis (ヘルマン・ルイス?, Heruman Ruisu), doppiato da Ken'yū Horiuchi.
- Emma Guzmán (エマ・グスマン?, Ema Gusuman), doppiata da Romi Paku.
- Mendoza (メンドーサ?, Mendōsa), doppiato da Takaya Hashi.
- Fernando San Valiante (フェルナンド・サン・ヴァリアンテ?, Ferunando San Variante), doppiato da Kōsuke Gotō
- Esmeralda (エスメラルダ?, Esumeraruda), doppiata da Natsumi Tada.
- Octavia (オクタビア?, Okutabia), doppiata da Mari Doi.

- Garm (ガルム?, Garumu), doppiata da Mayu Udono.

- Anna Luis (アンナ・ルイス?, Anna Ruisu), doppiata da Eri Ōzeki.

- Gael (ガエル?, Gaeru), doppiato da Chafūrin.

- Garcia (ガルシア?, Garushia), doppiato da Katsuhisa Hōki.

- Rafael Banderas (ラファエロ・バンデラス?, Rafaero Banderasu), doppiato da Hidetaka Tenjin.

- Il precedente cavaliere dorato (先代黄金騎士?, Sendai ōgon kishi), doppiato da Kazuhiro Yamaji.

- Bernardo Dion (ベルナルド・ディオン?, Berunarudo Dion), doppiato da Hiroshi Yanaka.

## Produzione

### Honō no kokuin
La prima serie, prodotta da MAPPA e diretta da Yūichirō Hayashi, è andata in onda su TV Tokyo dal 3 ottobre 2014 al 27 marzo 2015. Le sigle di apertura e chiusura sono rispettivamente Honō no kokuin -DIVINE FLAME- (炎ノ刻印-DIVINE FLAME-?) dei JAM Project e CHIASTOLITE di Sayaka Sasaki, per poi cambiare dall'episodio 13 in B.B. dei JAM Project e FOCUS di Shōtarō Morikubo. In America del Nord gli episodi sono stati trasmessi in streaming, in contemporanea col Giappone, dalla Funimation.
| Nº    | Titolo italiano (traduzione letterale) Giapponese 「Kanji」 - Rōmaji | In onda          | In onda |
| Nº    | Titolo italiano (traduzione letterale) Giapponese 「Kanji」 - Rōmaji | Giapponese       |         |
| I     | Hell Fire 「業火-HELL FIRE-」 - Gōka -HELL FIRE-                     | 3 ottobre 2014   |         |
| II    | Divine Flame 「刻印-DIVINE FLAME-」 - Kokuin -DIVINE FLAME-          | 10 ottobre 2014  |         |
| III   | Zaruba 「契約-ZARUBA-」 - Keiyaku -ZARUBA-                           | 17 ottobre 2014  |         |
| IV    | Bloodville 「儀式-BLOODVILLE-」 - Gishiki -BLOODVILLE-               | 24 ottobre 2014  |         |
| V     | Gaia 「堅陣-GAIA-」 - Kenjin -GAIA-                                  | 31 ottobre 2014  |         |
| VI    | Black Knight 「騎士-BLACK KNIGHT-」 - Kishi -BLACK KNIGHT-           | 7 novembre 2014  |         |
| VII   | Sorrow Beast 「人狼-SORROW BEAST-」 - Jinrō -SORROW BEAST-           | 14 novembre 2014 |         |
| VIII  | Full Monty 「全裸-FULL MONTY-」 - Zenra -FULL MONTY-                 | 21 novembre 2014 |         |
| IX    | New Hope 「師弟-NEW HOPE-」 - Shitei -NEW HOPE-                      | 28 novembre 2014 |         |
| X     | Fallen Blood 「破戒-FALLEN BLOOD-」 - Hakai -FALLEN BLOOD-           | 5 dicembre 2014  |         |
| XI    | Shadow Slasher 「絶影-SHADOW SLASHER-」 - Zetsuei -SHADOW SLASHER-   | 12 dicembre 2014 |         |
| XII   | Blood Moon 「暁月-BLOOD MOON-」 - Kyōgetsu -BLOOD MOON-              | 19 dicembre 2014 |         |
| SP    | Daybreak 「饗応-DAYBREAK-」 - Kyōō -DAYBREAK-                        | 26 dicembre 2014 |         |
| XIII  | Burning Ashes 「彷徨-BURNING ASHES-」 - Hōkō -BURNING ASHES-         | 9 gennaio 2015   |         |
| XIV   | Geste 「武勲-GESTE-」 - Bukun -GESTE-                                | 16 gennaio 2015  |         |
| XV    | Project G 「職人-PROJECT G-」 - Shokunin -PROJECT G-                 | 23 gennaio 2015  |         |
| XVI   | Cure 「医術-CURE-」 - Ijutsu -CURE-                                  | 30 gennaio 2015  |         |
| XVII  | Snow Fall 「雪夜-SNOW FALL-」 - Yukiyo -SNOW FALL-                   | 6 febbraio 2015  |         |
| XVIII | Scar Flame 「幻炎-SCAR FLAME-」 - Gen'en -SCAR FLAME-                | 13 febbraio 2015 |         |
| XIX   | Tempest 「黒翼-TEMPEST-」 - Kuro tsubasa -TEMPEST-                   | 20 febbraio 2015 |         |
| XX    | Double Dealer 「侍女-DOUBLE DEALER-」 - Jijo -DOUBLE DEALER-         | 27 febbraio 2015 |         |
| XXI   | Knights 「父子-KNIGHTS-」 - Fushi -KNIGHTS-                          | 6 marzo 2015     |         |
| XXII  | Dreadly Focus 「結界-DREADLY FOCUS-」 - Kekkai -DREADLY FOCUS-       | 13 marzo 2015    |         |
| XXIII | Doom 「月食-DOOM-」 - Gesshoku -DOOM-                                | 20 marzo 2015    |         |
| XXIV  | Chiastolite 「光芒-CHIASTOLITE-」 - Kōbō -CHIASTOLITE-               | 27 marzo 2015    |         |

### Guren no tsuki
La seconda serie, sempre prodotta dallo studio MAPPA per la regia di Atsushi Wakabayashi e composta da ventisei episodi, è andata in onda dal 9 ottobre 2015 al 1º aprile 2016. Le sigle di apertura e chiusura sono rispettivamente Guren no tsuki ~kakusareshi yami monogatari~ (紅蓮ノ月～隠されし闇物語～?) dei JAM Project e Kamon (花紋?) del gruppo Sayaka Sasaki with Inaribayashi. In America del Nord anche i diritti di questa serie sono stati acquistati dalla Funimation.
| Nº | Titolo italiano (traduzione letterale) Giapponese 「Kanji」 - Rōmaji | In onda          | In onda |
| Nº | Titolo italiano (traduzione letterale) Giapponese 「Kanji」 - Rōmaji | Giapponese       |         |
| 1  | Onmyō 「陰陽」 - Onmyō                                               | 9 ottobre 2015   |         |
| 2  | Legame di spada 「縁刀」 - Entō                                      | 16 ottobre 2015  |         |
| 3  | Maledizione 「呪詛」 - Juso                                          | 23 ottobre 2015  |         |
| 4  | Kaguya 「赫夜」 - Kaguya                                             | 30 ottobre 2015  |         |
| 5  | Hakamadare 「袴垂」 - Hakamadare                                     | 6 novembre 2015  |         |
| 6  | Demone in agguato 「伏魔」 - Fukuma                                  | 13 novembre 2015 |         |
| 7  | Madre e figlia 「母娘」 - Oyako                                      | 20 novembre 2015 |         |
| 8  | Fratelli 「兄弟」 - Kyōdai                                           | 27 novembre 2015 |         |
| 9  | Luce lampeggiante 「光滅」 - Kōmetsu                                 | 4 dicembre 2015  |         |
| 10 | Un pollice 「一寸」 - Issun                                          | 11 dicembre 2015 |         |
| 11 | Zanga 「斬牙」 - Zanga                                               | 18 dicembre 2015 |         |
| 12 | Kyokuen 「曲宴」 - Kyokuen                                           | 25 dicembre 2015 |         |
| 13 | Conflitto 「相克」 - Sōkoku                                          | 8 gennaio 2016   |         |
| 14 | Seimei 「星明」 - Seimei                                             | 15 gennaio 2016  |         |
| 15 | L'anima della luna 「心月」 - Shingetsu                              | 22 gennaio 2016  |         |
| 16 | Il peggiore 「最低」 - Saitei                                        | 29 gennaio 2016  |         |
| 17 | Malvagità sinistra 「兇悪」 - Kyōaku                                 | 5 febbraio 2016  |         |
| 18 | Stella estinta 「星滅」 - Seimetsu                                   | 12 febbraio 2016 |         |
| 19 | Frenesia 「繚乱」 - Ryōran                                           | 19 febbraio 2016 |         |
| 20 | Yorishiro 「依代」 - Yorishiro                                       | 26 febbraio 2016 |         |
| 21 | Duello 「対決」 - Taiketsu                                           | 11 marzo 2016    |         |
| 22 | Risonanza 「共鳴」 - Kyōmei                                          | 18 marzo 2016    |         |
| 23 | Rudra 「嶐鑼」 - Rudora                                              | 25 marzo 2016    |         |
| 24 | Assalto lunare 「討月」 - Tōgetsu                                    | 1º aprile 2016   |         |

### Vanishing Line
| Nº | Titolo originale | In onda          | In onda |
| Nº | Titolo originale | Giapponese       |         |
| 1  | Sword            | 6 ottobre 2017   |         |
| 2  | Luke             | 13 ottobre 2017  |         |
| 3  | Gina             | 20 ottobre 2017  |         |
| 4  | Brother          | 27 ottobre 2017  |         |
| 5  | Ring             | 3 novembre 2017  |         |
| 6  | Intricacy        | 10 novembre 2017 |         |
| 7  | Scout            | 17 novembre 2017 |         |
| 8  | Knight           | 24 novembre 2017 |         |
| 9  | Setting off      | 1º dicembre 2017 |         |
| 10 | Rebirth          | 8 dicembre 2017  |         |
| 11 | Kidnap           | 15 dicembre 2017 |         |
| 12 | Family           | 22 dicembre 2017 |         |
| 13 | God's will       | 12 gennaio 2018  |         |
| 14 | Relic            | 19 gennaio 2018  |         |
| 15 | El Dorado        | 26 gennaio 2018  |         |
| 16 | Chance meeting   | 2 febbraio 2018  |         |
| 17 | The slant lined  | 9 febbraio 2018  |         |
| 18 | Illusion         | 16 febbraio 2018 |         |
| 19 | Farewell         | 23 febbraio 2018 |         |
| 20 | Utopia           | 2 marzo 2018     |         |
| 21 | Cause and effect | 9 marzo 2018     |         |
| 22 | Yu light         | 16 marzo 2018    |         |
| 23 | My sister        | 23 marzo 2018    |         |
| 24 | Future           | 30 marzo 2018    |         |